# Yves-François Blanchet

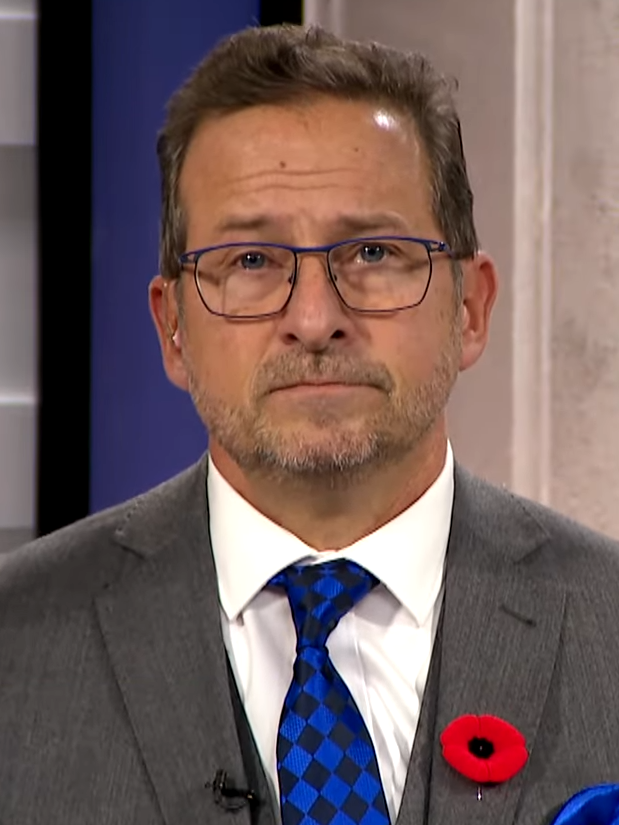
Yves-François Blanchet (2023)

Yves-François Blanchet (* 16. April 1965 in Drummondville, Québec, Kanada) ist ein kanadischer Politiker und Mitglied des kanadischen Unterhauses. Seit 2018 ist er Vorsitzender des Bloc Québécois.

## Leben
Yves-François Blanchet wurde 1965 in Drummondville geboren. Sein Vater Raymond Blanchet war Techniker und seine Mutter Pierette Bédard war Pflegerin. 1987 schloss er ein Bachelorstudium der Anthropologie und Geschichte an der Universität Montreal ab. Er engagierte sich nach dem Studium bei der Jugendorganisation des Parti Québecois, deren Vorsitzender er von 1987 bis 1988 war, und gründete eine Musikmanagementfirma.
2008 wurde Blanchet als Abgeordneter des Parti Québecois im Wahlkreis Drummond in die Nationalversammlung von Québec gewählt. Bei der Provinzwahl 2012 trat er im Wahlkreis Johnson an, weil der alte Wahlkreis aufgrund einer Wahlkreisreform nicht mehr existierte und erlangte erneut ein Mandat. In der Nationalversammlung war er vom 14. Februar bis zum 1. August 2012 stellvertretender Vorsitzender des Kultur- und Bildungsausschusses. Vom 11. September 2012 bis zum 3. Dezember 2014 war er Majority Whip. 2014 war er Umweltminister in der Provinzregierung. Bei der Provinzwahl 2014 trat er erneut an wurde jedoch besiegt und verlor sein Mandat als Abgeordneter. Daraufhin engagierte er sich als Kolumnist.
2018 kandidierte Blanchet für den Vorsitz des Bloc Québécois. Er war der einzige Kandidat und gewann die Wahl. Bei der Unterhauswahl 2019 kandidierte er im Wahlkreis Belœil—Chambly und wurde gewählt. Seitdem ist er Vorsitzender der Bloc Québécois Fraktion im kanadischen Unterhaus. Während der Unterhauswahl 2021 konnte er sein Mandat verteidigen.